# Eremiya Hill
Der Eremiya Hill (englisch; bulgarisch Еремийски хълм Eremijska chalm) ist ein 863 m hoher und vereister Hügel im Grahamland auf der Antarktischen Halbinsel. Auf der Trinity-Halbinsel ragt er 3,48 km westnordwestlich des Crown Peak, 4,83 km nordnordöstlich des Corner Peak, 6 km südöstlich des Thanaron Point und 5,89 km südwestlich des Bardarevo Hill im westlichen Teil des Marescot Ridge auf. Der Malorad-Gletscher liegt südwestlich von ihm.
Deutsche und britische Wissenschaftler nahmen 1996 seine Kartierung vor. Die bulgarische Kommission für Antarktische Geographische Namen benannte ihn 2010 nach der Ortschaft Eremija im Westen Bulgariens.